# Bismarck (Missouri)
Bismarck – miasto w Stanach Zjednoczonych, w stanie Missouri, w hrabstwie St. Francois.